# Guy Speranza
Pour les articles homonymes, voir Speranza.
 Guy Speranza, né le 12 mars 1956 et décédé le 8 novembre 2003 d'un cancer du pancréas à Orlando (Floride), est un musicien américain.
Guy Speranza fut le chanteur et un des membres fondateurs de Riot jusqu'à son départ du groupe en 1981. Il se reconvertit comme dératiseur jusqu'à son décès. Son nom fut évoqué avec insistance lorsque les membres de Metallica envisagèrent la possibilité de recruter un chanteur pour décharger de cette tache James Hetfield.

## Discographie
- Rock City (1977)
- Narita (1979)
- Fire Down Under (1981)